# Скопје фест
Скопје Фест или Фестивал забавних мелодија Скопје (мкд. Скопје Фест - Фестивал на забавни мелодии Скопје) је један од главних музичких догађаја у Северној Македонији.

## Фестивал кроз историју
Скопје Фест је почео 1968. године у Универзалној сали у Скопљу, а наставио се до 1980. године. За ово кратко време, фестивал је постао један од највећих музичких догађаја у Југославији. Скопје Фест је био место где су наступили познати македонски певачи Славе Димитров, Зафир Хаџиманов, Нина Спирова заједно са еминентним југословенским извођачима.
Након што је Македонија мирним путем стекла независност од Југославије, Скопје Фест је поново оживео 1994. године и од тада је преузео МакФест као главни музички фестивал Северне Македоније.
У емисији су укључени неки од најбољих извођача Северне Македоније, који певају оригиналне песме послате на МРТ (Македонска Радио Телевизија), обично у пратњи оркестра МРТ-а (искључујући нека од његових најновијих издања).
Такође се користи као македонска национална селекција за Песму Евровизије, од касних 1990-их. Први македонски представник на Евровизији био је македонски певач Владо Јаневски који је победио на Скопје Фесту 1998. са песмом Не Зори Зоро, за Песму Евровизије 1998. године. Ово је било прво учешће Македоније на Песми Евровизије. Од тада, Скопје Фест је био у сенци многих контроверзних дебата у вези са стратегијама избора песама и недостатком транспарентности у вези са победником. Овакви наводи нису новина за ово такмичење. Међутим, они су се интензивирали како је учешће на Евровизији постало фактор. Након одлуке да Скопје Фест буде национални предселекциони круг за представника Македоније на Евровизији, традиционална церемонија доделе бодова је елиминисана и замењена контроверзним проглашењем само прва 3 места. Не објављују се ни бодови жирија ни резултати телегласања.
Скопје Фест је до 2002. године био највећа музичка активност у земљи. Међутим, суочио се са финансијским проблемима. Године 2003. фестивал није одржан да би се уштедело за следећу годину када је Македонија требало да учествује на Песми Евровизије. У међувремену, МРТ је направио нове критеријуме за националну селекцију за Песму Евровизије, фестивал се вратио 2004. године само да прослави 60. годишњицу МРТ-а. Након тога, финансијски проблеми су се повећали и такмичење је организовано тек 2008. године, поново као евровизијско национално финале.
Након што су откривени први детаљи око избора македонског учесника за Песму Евровизије 2012, најављено је да ће Скопје Фест наставити да се одржава као самостална манифестација без учешћа у македонском процесу селекције за Песму Евровизије. 15. јула 2014. објављено је да ће се Скопје Фест вратити као македонско национално финале за Песму Евровизије 2015. године.

## Победници
| Година | Песма               | Извођач                                                            |
| ------ | ------------------- | ------------------------------------------------------------------ |
| 1968   | Срамежливи луѓе     | Виолета Томовска, Љупка Димитрова, Зафир Хаџиманов и Диме Томовски |
| 1969   | Соул Македонијо     | Безимени                                                           |
| 1971   | Само ти             | Зоран Милосављевић                                                 |
| 1971   | Само ти             | Мики Јевремовић                                                    |
| 1972   | Оди си              | Драган Мијалковски                                                 |
| 1972   | Приспивна за реката | Сенка Велетанлић                                                   |
| 1973   | Тивко тивко         | Гоце Николовски                                                    |
| 1973   | На овој ден         | Нина Спирова                                                       |
| 1974   | Голубица            | Драган Мијалковски                                                 |
| 1974   | В облак сонце       | Маја Оџаклијевска                                                  |
| 1978   | О, љубов неверна    | Зафир Хаџиманов                                                    |
| 1994   | Не допирај ме       | Маја Оџаклијевска                                                  |
| 1995   | Што те нема         | Лидија Кочовска                                                    |
| 1996   | Само ти             | Калиопи                                                            |
| 1997   | Манастирски сон     | Пеце Огненов                                                       |
| 1998   | Не зори, зоро       | Владо Јаневски                                                     |
| 1999   | Сејачот             | Сашо Гигов Гиш                                                     |
| 2000   | 100% те љубам       | Икс Икс Ел                                                         |
| 2001   | Носталгија          | Андријана Јаневска                                                 |
| 2002   | Од нас зависи       | Каролина Гочева                                                    |
| 2007   | Mojoт Свет          | Каролина Гочева                                                    |
| 2008   | Во име на љубовта   | Тамара Тодевска, Врчак и Адриан                                    |
| 2009   | Нешто што ќе остане | Next Time                                                          |
| 2010   | Јас ја имам силата  | Гјоко Танески фт. Били Звер и Пајчин                               |
| 2011   | Русинкa             | Влатко Илијевски                                                   |
| 2013   | Ќе те чекам јас     | Ламбе Алабаковски                                                  |
| 2014   | Лисја есенски       | Данијел Кајмакоски                                                 |
| 2015   | Убава               | Eye Cue                                                            |